# Schade und Füllgrabe

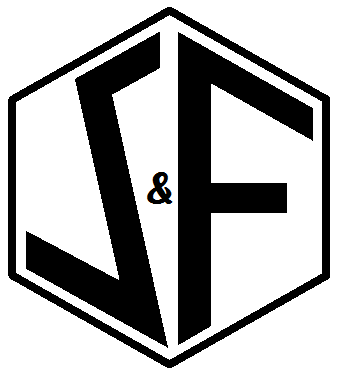
Ehemaliges Logo aus der Gründungszeit

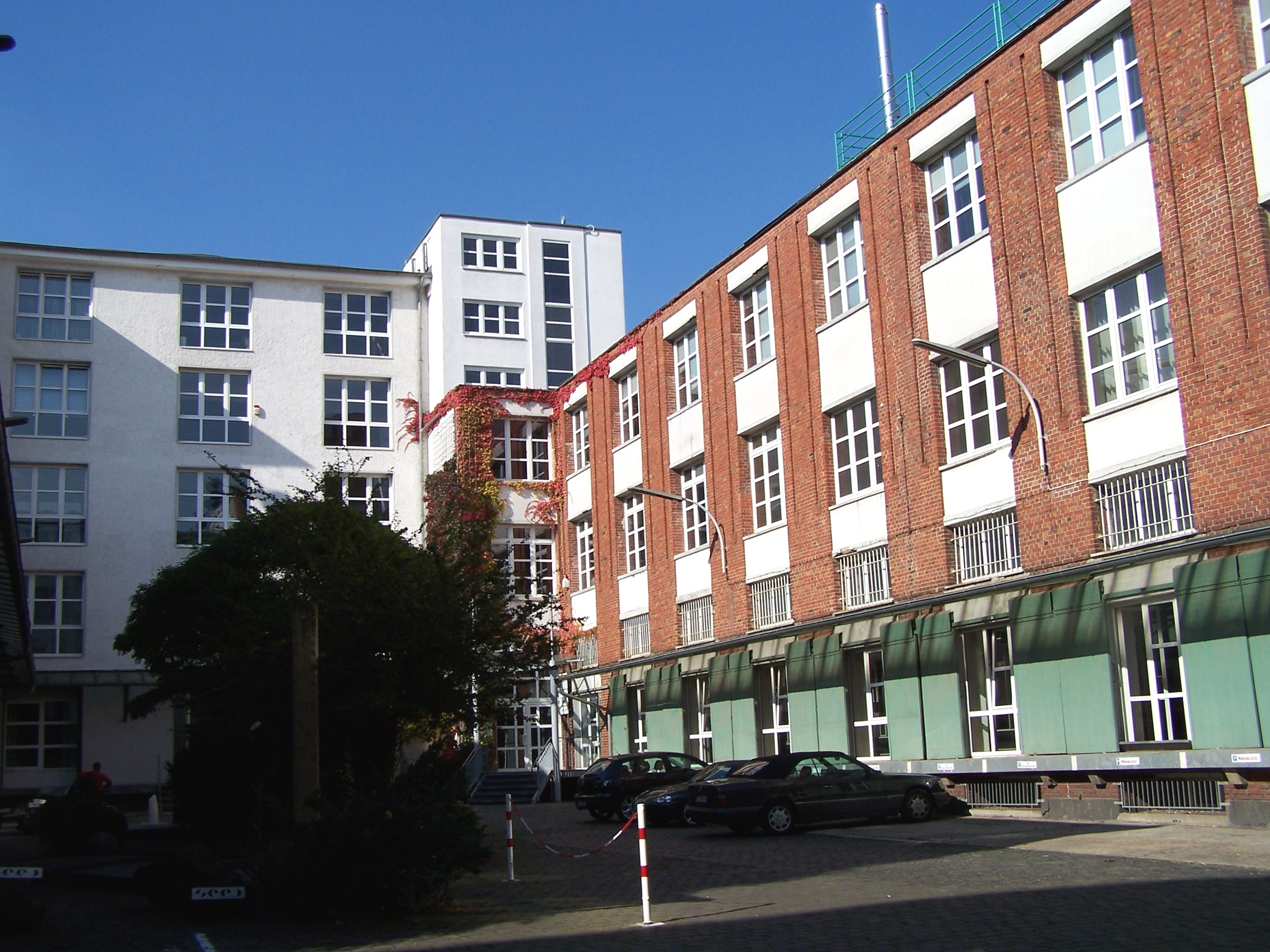
Ehemalige Firmenzentrale an der Hanauer Landstraße

Die Schade u. Füllgrabe KG (auch unter Schade & Füllgrabe bekannt) war ein deutsches Einzelhandelsunternehmen mit Sitz in Frankfurt am Main. Zu Spitzenzeiten Anfang der 1970er Jahre beschäftigte das vorwiegend im Rhein-Main-Gebiet tätige Unternehmen über 2500 Mitarbeiter und betrieb 140 Supermärkte rund um Frankfurt. Im Jahr 1992 wurde Schade & Füllgrabe von der Tengelmann-Gruppe des Mülheimer Handelsunternehmers Erivan Haub übernommen und die Märkte in Kaiser’s Tengelmann umgeflaggt.

## Geschichte

### Gründung und Expansion

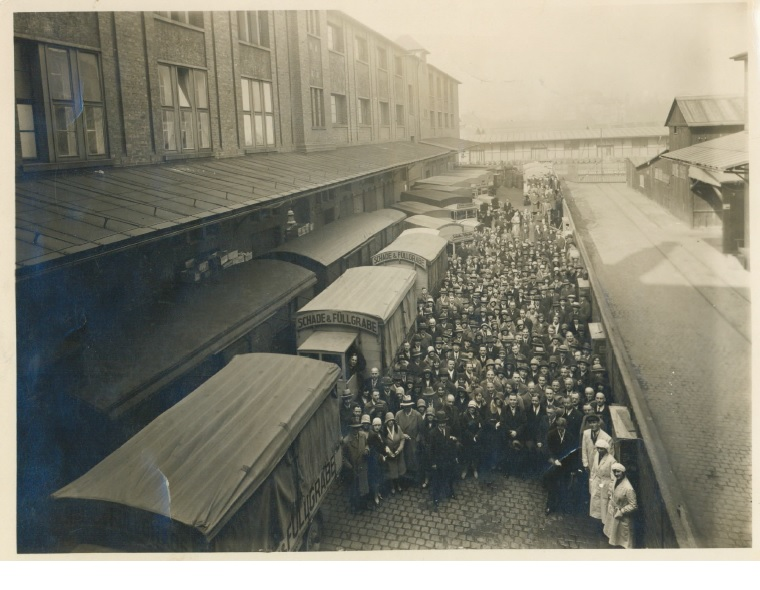
Schade Füllgrabe Firmenportrait um 1935

Schade & Füllgrabe wurde am 18. September 1878 von Conrad Heinrich Schade und Heinrich Oscar Füllgrabe (1854–1919) in Frankfurt am Main als Offene Handelsgesellschaft gegründet. Das erste Ladengeschäft befand sich in der Frankfurter Altstadt im Haus An der Markthalle 4, angeboten wurden qualitativ hochwertige Lebensmittel und Feinkost. Im Jahr 1880 eröffneten die beiden Kompagnons eine Filiale in der Frankfurter Keplerstraße. Als am 25. November 1886 Conrad Schade starb, führte Oscar Füllgrabe zunächst die Geschäfte alleine weiter, musste aber im Jahr 1887 Frankfurt verlassen, da er als Angehöriger der Sozialdemokraten infolge der 1878 erlassenen Sozialistengesetze im preußischen Frankfurt zunehmenden Repressalien ausgesetzt war. Seine Firma verkaufte er an Aaron Joseph Halberstadt (1855–1897), der den eingeführten Firmennamen beibehielt.
Bis 1894 stieg die Zahl der Geschäfte auf 10 Filialen an, von denen sechs außerhalb Frankfurts lagen (u. a. eine Filiale auf der Leipziger Straße in der damals noch selbstständigen Stadt Bockenheim). Im darauffolgenden Jahr errichtete das Unternehmen eine Verwaltungszentrale in der damaligen Frankfurter Kronprinzenstraße (heute Münchener Straße). 1897 verstarb Joseph Halberstadt, die Leitung der Firma übernahm nun dessen Witwe Susanne, welche die Expansion der Firma fortsetzte. Ab 1898 wurde in den Filialen von Schade & Füllgrabe die kostenlose hauseigene Werbezeitschrift Sonntagsruhe verteilt.
Nach dem Tod 1906 von Susanne Halberstadt fiel die Leitung der Firma an ihren Sohn Julius Halberstadt (1883–1939) und ihren Schwiegersohn Lenor Helft (1871–1937). 1908 erwarb die Firma von der Stadt Frankfurt für 50 Goldmark je m² im Industriegebiet am Osthafen Gelände zum Bau einer neuen Zentrale. Auf diesem Gelände an der Hanauer Landstraße wurde 1909 bis 1910 eine neue Zentrale erbaut, die der Firma – nach Zukauf eines Nebenhauses im Jahre 1930 – bis Anfang 1967 beste Dienste leistete. Bis zum Ersten Weltkrieg stieg die Zahl der Filialen auf 90 an, darunter Geschäfte im weiteren Umkreis von Frankfurt, seit 1903 auch im bayerischen Aschaffenburg. Insgesamt beschäftigte Schade & Füllgrabe zu dieser Zeit rund 200, ausschließlich männliche, Mitarbeiter.
1923 wurde das Unternehmen in eine Aktiengesellschaft umgewandelt und firmierte fortan unter Schade & Füllgrabe AG. 1929 gründete das mittlerweile auf 130 Filialen und 600 Mitarbeiter vergrößerte Unternehmen in Leipzig das Tochterunternehmen Schade u. Füllgrabe GmbH, das bald auf 38 Filialen rund um Leipzig kam. Im Jahr 1932 besaß das Frankfurter Unternehmen 144 Filialen, davon 46 auf Frankfurter Stadtgebiet, in denen jeweils ein Sortiment von 1100 Artikeln angeboten wurde. Zu dieser Zeit war Schade & Füllgrabe die größte Lebensmittelmarkt-Kette im Rhein-Main-Gebiet.

### „Arisierung“
Nach der Machtergreifung der Nationalsozialisten, den im Jahr 1935 erlassenen Nürnberger Gesetzen und den sich dadurch anbahnenden Bedrohungen verkauften die jüdischen Inhaber im Vorgriff auf die drohende „Arisierung“ ihr Unternehmen an die Neusser Unternehmerfamilie Werhahn. Lenor Helft verstarb kurz darauf in Frankfurt, Julius Halberstadt emigrierte nach New York und starb dort 1939. Die Geschäfte führte fortan Hermann Josten. Bei Bombenangriffen während des Zweiten Weltkriegs wurden die Zentrale in der Hanauer Landstraße 173 sowie ein Großteil der Geschäftsräume zerstört. Nach dem Krieg beschlagnahmten und enteigneten die sowjetischen Besatzungsbehörden die Leipziger Tochtergesellschaft.

### Wiederaufbau nach dem Krieg
In der Folge begann in den 30 verbliebenen unzerstörten und einigen notdürftig hergerichteten Räumlichkeiten wieder der Geschäftsbetrieb. 1951 wurde das Unternehmen in eine Kommanditgesellschaft umgewandelt, das einst auf Feinkost spezialisierte Unternehmen verwandelte seine Geschäfte zunehmend in gewöhnliche Lebensmittelmärkte. 1952 eröffnete die Schade u. Füllgrabe KG in der Frankfurter Stiftstraße den ersten Selbstbedienungsladen der Stadt. Während der 1950er Jahre wuchs die Zahl der Filialen auf 155 an, die Zahl der Beschäftigten stieg auf rund 1500. Ab 1956 wurden in den Geschäftsräumen Fleischwarenabteilungen eröffnet, 1967 eine neue Unternehmenszentrale in Frankfurt-Rödelheim bezogen.
In den folgenden Jahren wurden die Verkaufsflächen der Filialen wesentlich vergrößert und das Vertriebskonzept vollständig auf Selbstbedienung umgestellt. In den 1970er Jahren verteilten sich die Filialen des Unternehmens über fast ganz Hessen. Nach dem Tod von Herrmann Josten im Jahr 1974 wurde die Schade u. Füllgrabe KG neu strukturiert, die Geschäftsräume modernisiert und den Anforderungen der Zeit angepasst. Das Geschäft konzentrierte sich nun auf den Großraum Frankfurts, weiter entfernt gelegene Filialen wurden abgestoßen. Im Jahr 1978, zum hundertjährigen Jubiläum des Unternehmens, bestanden 140 Supermärkte im gesamten Rhein-Main-Gebiet, die Schade u. Füllgrabe KG beschäftigte rund 2500 Mitarbeiter.
Trotz der Modernisierungen in den 1970er Jahren drückte die zunehmende Konkurrenz durch deutschlandweit agierende Handelsketten mit großräumiger konzipierten Geschäftsräumen das auf kleinere Filialen in Innenstadtlage setzende Unternehmen in die Verlustzone. Nach mehreren Versuchen, das Unternehmen in den 1980er Jahren dem Verbrauchergeschmack anzupassen, verkaufte die Werhahn-Gruppe es schließlich zusammen mit den ebenfalls in ihrem Besitz befindlichen und ähnlich positionierten Bolle-Supermärkten in Berlin und Schätzlein-Supermärkten in Mülheim an die Frankfurter co op AG, welche die Immobilienwerte an die Schweizerische Bankgesellschaft weiterreichte und zurückmietete. Nach Bekanntwerden des Co op-Skandals und der einhergehenden Zerschlagung des Handelskonzerns wurde die Schade u. Füllgrabe KG im Jahr 1992 an die Tengelmann-Gruppe weiterverkauft und vollständig in den Konzern eingegliedert (1995 übernahm Tengelmann auch noch die Schätzlein-Supermärkte).
Tengelmann zog sich um 2010 aus dem Rhein-Main Gebiet zurück. Die Filialen, zumeist ehemalige Schade-Märkte, wurden zum Teil an Rewe und zu einem kleineren Teil an Tegut verkauft.